# Coenotephria pervagata
Coenotephria pervagata là một loài bướm đêm trong họ Geometridae.